# Giovanni di Pečers'k
Giovanni di Pečers'k in russo Иоан?, anche conosciuto come il Sofferente, (... – Monastero delle grotte di Kiev, 1160) è stato un monaco cristiano ucraino, venerato come santo dalla Chiesa ortodossa russa che ne celebra la memoria il 18 luglio e il 28 settembre.

## Biografia
La sua agiografia, contenuta nei Pateriki del Monastero delle Grotte di Kiev redatti tra l'XI e il XIII secolo, è significativamente caratterizzata dall'azione di presenze demoniache, elemento che l'accomuna con quelle di altri monaci del Monastero che, in un tempo più o meno lungo, intrapresero la vita eremitica sul monte Berestov.
Gli spiriti maligni affrontati da Giovanni così come quelli dei religiosi santi Teodosio, Isacco e Nikita, oltre a raffigurare le tentazioni terrestri, sono i simboli delle forze che si contrapponevano a un cristianesimo che, seppur diventato religione di Stato, non si era del tutto affrancato dalle tradizioni pagane e si sentiva minacciato dalla forte minoranza ebraica kieviana.
I Pateriki raccontano di come Giovanni, tormentato fin in giovane età dalle tentazioni carnali, avesse invocato il sostegno di sant'Antonio di Pečers'k nella grotta dove quest'ultimo aveva dimorato ed era morto un secolo prima. Sollecitato dalla visione del santo che lo sollecitava a condurre una vita da asceta, il giovane si rinchiuse per trent'anni in una grotta del Monastero, mangiando frugalmente e nutrendosi di acqua di fonte.
Solito coprire il proprio corpo con pesanti catene di ferro, durante il digiuno che precedeva la Pasqua ortodossa si calava in un buco e si ricopriva interamente di terra, lottando contro le tentazioni che continuavano a tormentarlo per mezzo di violenti bruciori alle estremità inferiori.
Secondo la tradizione agiografica una notte, la vigilia di Pasqua, un serpente di fuoco entrò nella sua grotta, inghiottendo la sua testa. Giovanni, terrorizzato, pregò Dio affinché fosse liberato da tale tormento. Tale preghiera fece sì che un lampo di luce si sprigionasse all'interno delle pareti di roccia colpendo il serpente e facendolo svanire. Dopo una vita passata in costante lotta contro le tentazioni, il santo si spense nel 1160.